# Torneo Intermedio 1993
El Torneo Intermedio 1993 fue una copa de liga peruana que se disputó durante el receso del Campeonato Descentralizado por la Copa América 1993. Los participantes fueron 16 clubes de Primera División, los cuales fueron divididos en cuatro grupos con formato de eliminación directa. 
Deportivo Municipal se coronó campeón al vencer al Deportivo Sipesa en la final y clasificó a la Copa Conmebol 1994. Posteriormente, desistió de su participación internacional debido a problemas económicos.

## Equipos participantes
| Equipo              | Ciudad         | Estadio                | Capacidad |
| ------------------- | -------------- | ---------------------- | --------- |
| Alianza Atlético    | Sullana        | Campeones del 36       | 12.000    |
| Alianza Lima        | Lima           | Alejandro Villanueva   | 35.000    |
| Carlos Mannucci     | Trujillo       | Mansiche               | 14.000    |
| Cienciano           | Cuzco          | Inca Garcilaso         | 25.000    |
| Defensor Lima       | Lima           | Nacional               | 45.750    |
| Deportivo Municipal | Lima           | Nacional               | 45.750    |
| Deportivo Sipesa    | Chimbote       | Gómez Arellano         | 15.000    |
| FBC Melgar          | Arequipa       | Mariano Melgar         | 20.000    |
| León de Huánuco     | Huánuco        | Heraclio Tapia         | 10.000    |
| San Agustín         | Lima           | Nacional               | 45.750    |
| Sport Boys          | Lima           | Lolo Fernández         | 4.000     |
| Sporting Cristal    | Lima           | Nacional               | 45.750    |
| Unión Huaral        | Huaral         | Julio Lores Colán      | 6.000     |
| Unión Minas         | Cerro de Pasco | Daniel Alcides Carrión | 8.000     |
| UTC                 | Cajamarca      | Héroes de San Ramón    | 18.000    |
| Universitario       | Lima           | Nacional               | 45.750    |

## Resultados

### Grupo 1
| Pos. | Equipo          | PJ | PG | PE | PP | GF | GC | DG | Pts. |
| ---- | --------------- | -- | -- | -- | -- | -- | -- | -- | ---- |
| 1°   | Unión Huaral    | 6  | 3  | 2  | 1  | 8  | 6  | +2 | 8    |
| 2°   | León de Huánuco | 6  | 2  | 3  | 1  | 6  | 5  | +1 | 7    |
| 3°   | Sport Boys      | 6  | 2  | 2  | 2  | 10 | 5  | +5 | 6    |
| 4°   | Unión Minas     | 6  | 0  | 3  | 3  | 2  | 10 | -8 | 3    |

|  |                                  |
|  | Clasificados a Cuartos de final. |

| \| Jor. \| Fecha \| Estadio \| Ciudad \| Local \| Resultado \| Visita \| \| ---- \| ---------- \| ----------------- \| ------- \| --------------- \| --------- \| --------------- \| \| 1º \| 30-05-1993 \| Heraclio Tapia \| Huánuco \| León de Huánuco \| 0 - 0 \| Unión Minas \| \| 2º \| 30-05-1993 \| Heraclio Tapia \| Huánuco \| Sport Boys \| 1 - 2 \| Unión Huaral \| \| 3º \| 06-06-1993 \| Heraclio Tapia \| Huánuco \| Unión Minas \| 0 - 1 \| Unión Huaral \| \| 4º \| 06-06-1993 \| Heraclio Tapia \| Huánuco \| León de Huánuco \| 2 - 1 \| Sport Boys \| \| 5º \| 13-06-1993 \| Telmo Carbajo \| Callao \| León de Huánuco \| 1 - 3 \| Unión Huaral \| \| 6º \| 13-06-1993 \| Telmo Carbajo \| Callao \| Sport Boys \| 5 - 0 \| Unión Minas \| \| 7º \| 20-06-1993 \| Julio Lores Colán \| Huaral \| Unión Minas \| 0 - 0 \| León de Huánuco \| \| 8º \| 20-06-1993 \| Julio Lores Colán \| Huaral \| Unión Huaral \| 0 - 0 \| Sport Boys \| \| 9º \| 27-06-1993 \| Telmo Carbajo \| Callao \| Unión Huaral \| 2 - 2 \| Unión Minas \| \| 10º \| 27-06-1993 \| Telmo Carbajo \| Callao \| Sport Boys \| 1 - 1 \| León de Huánuco \| \| 11º \| 04-07-1993 \| Julio Lores Colán \| Huaral \| Unión Minas \| 0 - 2 \| Sport Boys \| \| 12º \| 04-07-1993 \| Julio Lores Colán \| Huaral \| Unión Huaral \| 0 - 2 \| León de Huánuco \| |            |                   |         |                 |           |                 |
| Jor. | Fecha      | Estadio           | Ciudad  | Local           | Resultado | Visita          |
| 1º | 30-05-1993 | Heraclio Tapia    | Huánuco | León de Huánuco | 0 - 0     | Unión Minas     |
| 2º | 30-05-1993 | Heraclio Tapia    | Huánuco | Sport Boys      | 1 - 2     | Unión Huaral    |
| 3º | 06-06-1993 | Heraclio Tapia    | Huánuco | Unión Minas     | 0 - 1     | Unión Huaral    |
| 4º | 06-06-1993 | Heraclio Tapia    | Huánuco | León de Huánuco | 2 - 1     | Sport Boys      |
| 5º | 13-06-1993 | Telmo Carbajo     | Callao  | León de Huánuco | 1 - 3     | Unión Huaral    |
| 6º | 13-06-1993 | Telmo Carbajo     | Callao  | Sport Boys      | 5 - 0     | Unión Minas     |
| 7º | 20-06-1993 | Julio Lores Colán | Huaral  | Unión Minas     | 0 - 0     | León de Huánuco |
| 8º | 20-06-1993 | Julio Lores Colán | Huaral  | Unión Huaral    | 0 - 0     | Sport Boys      |
| 9º | 27-06-1993 | Telmo Carbajo     | Callao  | Unión Huaral    | 2 - 2     | Unión Minas     |
| 10º | 27-06-1993 | Telmo Carbajo     | Callao  | Sport Boys      | 1 - 1     | León de Huánuco |
| 11º | 04-07-1993 | Julio Lores Colán | Huaral  | Unión Minas     | 0 - 2     | Sport Boys      |
| 12º | 04-07-1993 | Julio Lores Colán | Huaral  | Unión Huaral    | 0 - 2     | León de Huánuco |

### Grupo 2
| Pos. | Equipo              | PJ | PG | PE | PP | GF | GC | DG | Pts. |
| ---- | ------------------- | -- | -- | -- | -- | -- | -- | -- | ---- |
| 1°   | Deportivo Municipal | 6  | 3  | 3  | 0  | 9  | 2  | +7 | 9    |
| 2°   | Cienciano           | 6  | 2  | 4  | 0  | 9  | 4  | +5 | 8    |
| 3°   | FBC Melgar          | 6  | 2  | 2  | 2  | 8  | 11 | -3 | 6    |
| 4°   | Alianza Lima        | 6  | 0  | 1  | 5  | 5  | 14 | -9 | 1    |

|  |                                  |
|  | Clasificados a Cuartos de final. |

| \| Jor. \| Fecha \| Estadio \| Ciudad \| Local \| Resultado \| Visita \| \| ---- \| ---------- \| -------------- \| -------- \| ------------------- \| --------- \| ------------------- \| \| 1º \| 30-05-1993 \| Mariano Melgar \| Arequipa \| Deportivo Municipal \| 0 - 0 \| Cienciano \| \| 2º \| 30-05-1993 \| Mariano Melgar \| Arequipa \| FBC Melgar \| 5 - 3 \| Alianza Lima \| \| 3º \| 06-06-1993 \| Mariano Melgar \| Arequipa \| Alianza Lima \| 1 - 2 \| Cienciano \| \| 4º \| 06-06-1993 \| Mariano Melgar \| Arequipa \| FBC Melgar \| 0 - 2 \| Deportivo Municipal \| \| 5º \| 13-06-1993 \| Mariano Melgar \| Arequipa \| Deportivo Municipal \| 4 - 0 \| Alianza Lima \| \| 6º \| 13-06-1993 \| Mariano Melgar \| Arequipa \| FBC Melgar \| 1 - 1 \| Cienciano \| \| 7º \| 20-06-1993 \| Inca Garcilaso \| Cuzco \| Alianza Lima \| 0 - 1 \| FBC Melgar \| \| 8º \| 20-06-1993 \| Inca Garcilaso \| Cuzco \| Cienciano \| 1 - 1 \| Deportivo Municipal \| \| 9º \| 27-06-1993 \| Inca Garcilaso \| Cuzco \| Deportivo Municipal \| 1 - 1 \| FBC Melgar \| \| 10º \| 27-06-1993 \| Inca Garcilaso \| Cuzco \| Cienciano \| 1 - 1 \| Alianza Lima \| \| 11º \| 04-07-1993 \| Inca Garcilaso \| Cuzco \| Alianza Lima \| 0 - 1 \| Deportivo Municipal \| \| 12º \| 04-07-1993 \| Inca Garcilaso \| Cuzco \| Cienciano \| 4 - 0 \| FBC Melgar \| |            |                |          |                     |           |                     |
| Jor. | Fecha      | Estadio        | Ciudad   | Local               | Resultado | Visita              |
| 1º | 30-05-1993 | Mariano Melgar | Arequipa | Deportivo Municipal | 0 - 0     | Cienciano           |
| 2º | 30-05-1993 | Mariano Melgar | Arequipa | FBC Melgar          | 5 - 3     | Alianza Lima        |
| 3º | 06-06-1993 | Mariano Melgar | Arequipa | Alianza Lima        | 1 - 2     | Cienciano           |
| 4º | 06-06-1993 | Mariano Melgar | Arequipa | FBC Melgar          | 0 - 2     | Deportivo Municipal |
| 5º | 13-06-1993 | Mariano Melgar | Arequipa | Deportivo Municipal | 4 - 0     | Alianza Lima        |
| 6º | 13-06-1993 | Mariano Melgar | Arequipa | FBC Melgar          | 1 - 1     | Cienciano           |
| 7º | 20-06-1993 | Inca Garcilaso | Cuzco    | Alianza Lima        | 0 - 1     | FBC Melgar          |
| 8º | 20-06-1993 | Inca Garcilaso | Cuzco    | Cienciano           | 1 - 1     | Deportivo Municipal |
| 9º | 27-06-1993 | Inca Garcilaso | Cuzco    | Deportivo Municipal | 1 - 1     | FBC Melgar          |
| 10º | 27-06-1993 | Inca Garcilaso | Cuzco    | Cienciano           | 1 - 1     | Alianza Lima        |
| 11º | 04-07-1993 | Inca Garcilaso | Cuzco    | Alianza Lima        | 0 - 1     | Deportivo Municipal |
| 12º | 04-07-1993 | Inca Garcilaso | Cuzco    | Cienciano           | 4 - 0     | FBC Melgar          |

### Grupo 3
| Pos. | Equipo           | PJ | PG | PE | PP | GF | GC | DG  | Pts. |
| ---- | ---------------- | -- | -- | -- | -- | -- | -- | --- | ---- |
| 1°   | Alianza Atlético | 6  | 4  | 2  | 0  | 11 | 1  | +10 | 10   |
| 2°   | Sporting Cristal | 6  | 3  | 2  | 1  | 20 | 9  | +11 | 8    |
| 3°   | Defensor Lima    | 6  | 2  | 2  | 2  | 10 | 5  | +5  | 6    |
| 4°   | UTC              | 6  | 0  | 0  | 6  | 7  | 33 | -26 | 0    |

|  |                                  |
|  | Clasificados a Cuartos de final. |

| \| Jor. \| Fecha \| Estadio \| Ciudad \| Local \| Resultado \| Visita \| \| ---- \| ---------- \| ---------------- \| ---------- \| ---------------- \| --------- \| ---------------- \| \| 1º \| 30-05-1993 \| Campeones del 36 \| Sullana \| UTC \| 1 - 3 \| Defensor Lima \| \| 2º \| 30-05-1993 \| Campeones del 36 \| Sullana \| Alianza Atlético \| 2 - 0 \| Sporting Cristal \| \| 3º \| 06-06-1993 \| Campeones del 36 \| Sullana \| Alianza Atlético \| 4 - 1 \| UTC \| \| 4º \| 06-06-1993 \| Nacional \| Lima \| Sporting Cristal \| 1 - 1 \| Defensor Lima \| \| 5º \| 13-06-1993 \| Campeones del 36 \| Sullana \| UTC \| 4 - 7 \| Sporting Cristal \| \| 6º \| 13-06-1993 \| Campeones del 36 \| Sullana \| Alianza Atlético \| 0 - 0 \| Defensor Lima \| \| 7º \| 20-06-1993 \| Elías Aguirre \| Chiclayo \| Defensor Lima \| 5 - 0 \| UTC \| \| 8º \| 20-06-1993 \| Elías Aguirre \| Chiclayo \| Sporting Cristal \| 0 - 0 \| Alianza Atlético \| \| 9º \| 27-06-1993 \| Elías Aguirre \| Chiclayo \| Defensor Lima \| 1 - 2 \| Sporting Cristal \| \| 10º \| 27-06-1993 \| Flores Marigorda \| Lambayeque \| UTC \| 0 - 4 \| Alianza Atlético \| \| 11º \| 04-07-1993 \| Elías Aguirre \| Chiclayo \| Defensor Lima \| 0 - 1 \| Alianza Atlético \| \| 12º \| 04-07-1993 \| Elías Aguirre \| Chiclayo \| Sporting Cristal \| 10 - 1 \| UTC \| |            |                  |            |                  |           |                  |
| Jor. | Fecha      | Estadio          | Ciudad     | Local            | Resultado | Visita           |
| 1º | 30-05-1993 | Campeones del 36 | Sullana    | UTC              | 1 - 3     | Defensor Lima    |
| 2º | 30-05-1993 | Campeones del 36 | Sullana    | Alianza Atlético | 2 - 0     | Sporting Cristal |
| 3º | 06-06-1993 | Campeones del 36 | Sullana    | Alianza Atlético | 4 - 1     | UTC              |
| 4º | 06-06-1993 | Nacional         | Lima       | Sporting Cristal | 1 - 1     | Defensor Lima    |
| 5º | 13-06-1993 | Campeones del 36 | Sullana    | UTC              | 4 - 7     | Sporting Cristal |
| 6º | 13-06-1993 | Campeones del 36 | Sullana    | Alianza Atlético | 0 - 0     | Defensor Lima    |
| 7º | 20-06-1993 | Elías Aguirre    | Chiclayo   | Defensor Lima    | 5 - 0     | UTC              |
| 8º | 20-06-1993 | Elías Aguirre    | Chiclayo   | Sporting Cristal | 0 - 0     | Alianza Atlético |
| 9º | 27-06-1993 | Elías Aguirre    | Chiclayo   | Defensor Lima    | 1 - 2     | Sporting Cristal |
| 10º | 27-06-1993 | Flores Marigorda | Lambayeque | UTC              | 0 - 4     | Alianza Atlético |
| 11º | 04-07-1993 | Elías Aguirre    | Chiclayo   | Defensor Lima    | 0 - 1     | Alianza Atlético |
| 12º | 04-07-1993 | Elías Aguirre    | Chiclayo   | Sporting Cristal | 10 - 1    | UTC              |

### Grupo 4
| Pos. | Equipo           | PJ | PG | PE | PP | GF | GC | DG | Pts. |
| ---- | ---------------- | -- | -- | -- | -- | -- | -- | -- | ---- |
| 1°   | Deportivo Sipesa | 6  | 3  | 3  | 0  | 8  | 3  | +5 | 9    |
| 2°   | Universitario    | 6  | 3  | 1  | 2  | 10 | 5  | +5 | 7    |
| 3°   | San Agustín      | 6  | 3  | 1  | 2  | 6  | 7  | -1 | 7    |
| 4°   | Carlos Mannucci  | 6  | 0  | 1  | 5  | 3  | 12 | -9 | 1    |

|  |                                  |
|  | Clasificados a Cuartos de final. |

| \| Jor. \| Fecha \| Estadio \| Ciudad \| Local \| Resultado \| Visita \| \| ---- \| ---------- \| -------------- \| -------- \| ---------------- \| --------- \| ---------------- \| \| 1º \| 30-05-1993 \| Gómez Arellano \| Chimbote \| Deportivo Sipesa \| 1 - 1 \| San Agustín \| \| 2º \| 30-05-1993 \| Gómez Arellano \| Chimbote \| Universitario \| 3 - 1 \| Carlos Mannucci \| \| 3º \| 06-06-1993 \| Mansiche \| Trujillo \| Carlos Mannucci \| 0 - 1 \| San Agustín \| \| 4º \| 06-06-1993 \| Mansiche \| Trujillo \| Universitario \| 0 - 1 \| Deportivo Sipesa \| \| 5º \| 13-06-1993 \| Gómez Arellano \| Chimbote \| Deportivo Sipesa \| 1 - 1 \| Carlos Mannucci \| \| 6º \| 13-06-1993 \| Gómez Arellano \| Chimbote \| San Agustín \| 1 - 0 \| Universitario \| \| 7º \| 20-06-1993 \| Mansiche \| Trujillo \| San Agustín \| 0 - 2 \| Deportivo Sipesa \| \| 8º \| 20-06-1993 \| Mansiche \| Trujillo \| Carlos Mannucci \| 1 - 2 \| Universitario \| \| 9º \| 27-06-1993 \| Gómez Arellano \| Chimbote \| San Agustín \| 3 - 0 \| Carlos Mannucci \| \| 10º \| 27-06-1993 \| Gómez Arellano \| Chimbote \| Deportivo Sipesa \| 1 - 1 \| Universitario \| \| 11º \| 04-07-1993 \| Mansiche \| Trujillo \| Carlos Mannucci \| 0 - 2 \| Deportivo Sipesa \| \| 12º \| 04-07-1993 \| Mansiche \| Trujillo \| Universitario \| 4 - 0 \| San Agustín \| |            |                |          |                  |           |                  |
| Jor. | Fecha      | Estadio        | Ciudad   | Local            | Resultado | Visita           |
| 1º | 30-05-1993 | Gómez Arellano | Chimbote | Deportivo Sipesa | 1 - 1     | San Agustín      |
| 2º | 30-05-1993 | Gómez Arellano | Chimbote | Universitario    | 3 - 1     | Carlos Mannucci  |
| 3º | 06-06-1993 | Mansiche       | Trujillo | Carlos Mannucci  | 0 - 1     | San Agustín      |
| 4º | 06-06-1993 | Mansiche       | Trujillo | Universitario    | 0 - 1     | Deportivo Sipesa |
| 5º | 13-06-1993 | Gómez Arellano | Chimbote | Deportivo Sipesa | 1 - 1     | Carlos Mannucci  |
| 6º | 13-06-1993 | Gómez Arellano | Chimbote | San Agustín      | 1 - 0     | Universitario    |
| 7º | 20-06-1993 | Mansiche       | Trujillo | San Agustín      | 0 - 2     | Deportivo Sipesa |
| 8º | 20-06-1993 | Mansiche       | Trujillo | Carlos Mannucci  | 1 - 2     | Universitario    |
| 9º | 27-06-1993 | Gómez Arellano | Chimbote | San Agustín      | 3 - 0     | Carlos Mannucci  |
| 10º | 27-06-1993 | Gómez Arellano | Chimbote | Deportivo Sipesa | 1 - 1     | Universitario    |
| 11º | 04-07-1993 | Mansiche       | Trujillo | Carlos Mannucci  | 0 - 2     | Deportivo Sipesa |
| 12º | 04-07-1993 | Mansiche       | Trujillo | Universitario    | 4 - 0     | San Agustín      |

## Fase final
La fase final se conformó en tres etapas: Cuartos de final, Semifinales y Final. Se disputaron por eliminación directa, en partidos de ida y vuelta con excepción de la final que fue a partido único en cancha neutral.
A los fines de establecer las llaves de la primera etapa, los ocho equipos son ordenados en dos tablas, una con los clasificados como primeros (numerados del 1 al 4 de acuerdo con su desempeño en la fase de grupos, determinada según los criterios de clasificación), y otra con aquellos clasificados como segundos (numerados del 5 al 8, con el mismo criterio), enfrentándose en cuartos de final un equipo de los que terminó en la primera posición contra uno de los que ocupó la segunda posición.

### Primeros de grupo
| #  | Equipo              | PJ | PG | PE | PP | GF | GC | DG  | Pts. |
| -- | ------------------- | -- | -- | -- | -- | -- | -- | --- | ---- |
| 1° | Alianza Atlético    | 6  | 4  | 2  | 0  | 11 | 1  | +10 | 10   |
| 2° | Deportivo Municipal | 6  | 3  | 3  | 0  | 9  | 2  | +7  | 9    |
| 3° | Deportivo Sipesa    | 6  | 3  | 3  | 0  | 8  | 3  | +5  | 9    |
| 4° | Unión Huaral        | 6  | 3  | 2  | 1  | 8  | 6  | +2  | 8    |

### Segundos de grupo
| #  | Equipo           | PJ | PG | PE | PP | GF | GC | DG  | Pts. |
| -- | ---------------- | -- | -- | -- | -- | -- | -- | --- | ---- |
| 5° | Sporting Cristal | 6  | 3  | 2  | 1  | 20 | 9  | +11 | 8    |
| 6° | Cienciano        | 6  | 2  | 4  | 0  | 9  | 4  | +5  | 8    |
| 7° | Universitario    | 6  | 3  | 1  | 2  | 10 | 5  | +5  | 7    |
| 8° | León de Huánuco  | 6  | 2  | 3  | 1  | 6  | 5  | +1  | 7    |

### Cuadro de desarrollo
|  | Cuartos de final      | Cuartos de final      | Cuartos de final      | Cuartos de final      |       |                     | Semifinales           | Semifinales           | Semifinales           | Semifinales           |  |                     | Final       | Final       | Final       |  |
|  | del 11 al 14 de julio | del 11 al 14 de julio | del 11 al 14 de julio | del 11 al 14 de julio |       |                     | del 18 al 21 de julio | del 18 al 21 de julio | del 18 al 21 de julio | del 18 al 21 de julio |  |                     | 30 de julio | 30 de julio | 30 de julio |  |
|  |                       |                       |                       |                       |       |                     |                       |                       |                       |                       |  |                     |             |             |             |  |
|  |                       |                       |                       |                       |       |                     |                       |                       |                       |                       |  |                     |             |             |             |  |
|  | León de Huánuco       | 1                     | 3                     | 4 (3)                 |       |                     |                       |                       |                       |                       |  |                     |             |             |             |  |
|  | León de Huánuco       | 1                     | 3                     | 4 (3)                 |       |                     |                       |                       |                       |                       |  |                     |             |             |             |  |
|  | Deportivo Municipal   | 2                     | 2                     | 4 (4)                 |       |                     |                       |                       |                       |                       |  |                     |             |             |             |  |
|  | Deportivo Municipal   | 2                     | 2                     | 4 (4)                 |       | Deportivo Municipal | 0                     | 1                     | 1                     |                       |  |                     |             |             |             |  |
|  |                       |                       |                       |                       |       | Deportivo Municipal | 0                     | 1                     | 1                     |                       |  |                     |             |             |             |  |
|  |                       |                       | Universitario         | 0                     | 0     | 0                   |                       |                       |                       |                       |  |                     |             |             |             |  |
|  | Alianza Atlético      | 2                     | Universitario         | 0                     | 0     | 0                   | 1                     | 3 (1)                 |                       |                       |  |                     |             |             |             |  |
|  | Alianza Atlético      | 2                     |                       |                       |       |                     |                       |                       |                       |                       |  |                     |             |             |             |  |
|  | Universitario         | 1                     | 2                     | 3 (3)                 |       |                     |                       |                       |                       |                       |  |                     |             |             |             |  |
|  | Universitario         | 1                     | 2                     | 3 (3)                 |       |                     |                       |                       |                       |                       |  | Deportivo Municipal | 2           | 2 (4)       |             |  |
|  |                       |                       |                       |                       |       |                     |                       |                       |                       |                       |  | Deportivo Municipal | 2           | 2 (4)       |             |  |
|  |                       |                       | Deportivo Sipesa      | 2                     | 2 (3) |                     |                       |                       |                       |                       |  |                     |             |             |             |  |
|  | Cienciano             | 3                     | Deportivo Sipesa      | 2                     | 2 (3) | 0                   | 3 (4)                 |                       |                       |                       |  |                     |             |             |             |  |
|  | Cienciano             | 3                     |                       |                       |       |                     |                       |                       |                       |                       |  |                     |             |             |             |  |
|  | Unión Huaral          | 0                     | 3                     | 3 (5)                 |       |                     |                       |                       |                       |                       |  |                     |             |             |             |  |
|  | Unión Huaral          | 0                     | 3                     | 3 (5)                 |       | Unión Huaral        | 0                     | –                     | 0                     |                       |  |                     |             |             |             |  |
|  |                       |                       |                       |                       |       | Unión Huaral        | 0                     | –                     | 0                     |                       |  |                     |             |             |             |  |
|  |                       |                       | Deportivo Sipesa      | 2                     | –     | 2                   |                       |                       |                       |                       |  |                     |             |             |             |  |
|  | Sporting Cristal      | 0                     | Deportivo Sipesa      | 2                     | –     | 2                   | 2                     | 2                     |                       |                       |  |                     |             |             |             |  |
|  | Sporting Cristal      | 0                     |                       |                       |       |                     |                       |                       |                       |                       |  |                     |             |             |             |  |
|  | Deportivo Sipesa      | 3                     | 2                     | 5                     |       |                     |                       |                       |                       |                       |  |                     |             |             |             |  |
|  | Deportivo Sipesa      | 3                     | 2                     | 5                     |       |                     |                       |                       |                       |                       |  |                     |             |             |             |  |
|  |                       |                       |                       |                       |       |                     |                       |                       |                       |                       |  |                     |             |             |             |  |

- Nota: En las llaves a dos partidos el equipo que ocupa la primera línea es el que define la serie como local.

### Campeón
|                     |
| Campeón             |
| Deportivo Municipal |
| 1.er título         |